# Пальцев, Валентин Дмитриевич
Валенти́н Дми́триевич Па́льцев (род. 12 июля 2001, Нижний Новгород) — российский футболист, защитник махачкалинского «Динамо» и национальной сборной России.

## Клубная карьера
Родился в Нижнем Новгороде.
Воспитанник ДЮСШ «Нижний Новгород», первый тренер Алексей Александрович Сысуев.
В начале 2018 года перешёл в молодёжную команду «Нижнего Новгорода», выступающую в чемпионате Нижегородской области.
В январе 2019 присоединился к богородскому «Спартаку».
29 сентября 2020 года подписал контракт с «Волной». 7 октября 2020 года в матче первенства ПФЛ против барнаульского «Динамо» дебютировал в профессиональном футболе.
3 марта 2022 года на правах свободного агента пополнил состав клуба «КАМАЗ». 12 марта 2022 года дебютировал в Первой лиге в матче против «Томи».
26 июня 2022 года был куплен клубом «Химки». 9 июля 2022 года вернулся в «КАМАЗ» на правах аренды.
9 июля 2023 года «КАМАЗ» выкупил права на игрока.
13 июня 2024 года перешёл в махачкалинское «Динамо». 21 июля 2024 года сыграл дебютный матч за клуб в чемпионате России против своей бывшей команды «Химки».

## Карьера в сборной
В сентябре 2024 года впервые получил вызов в основную сборную России. 5 сентября 2024 года дебютировал за команду в товарищеском матче против сборной Вьетнама.

## Статистика выступлений

### Клубная
| Выступление        | Выступление      | Выступление      | Лига | Лига | Кубки | Кубки | Итого | Итого |
| Клуб               | Лига             | Сезон            | Игры | Голы | Игры  | Голы  | Игры  | Голы  |
| ------------------ | ---------------- | ---------------- | ---- | ---- | ----- | ----- | ----- | ----- |
| Волна              | ПФЛ              | 2020/21          | 18   | 0    | 0     | 0     | 18    | 0     |
| Волна              | Второй дивизион  | 2021/22          | 19   | 5    | 2     | 0     | 21    | 5     |
| Волна              | Итого            | Итого            | 37   | 5    | 2     | 0     | 39    | 5     |
| КАМАЗ              | Первый дивизион  | 2021/22          | 12   | 0    | 1     | 0     | 13    | 0     |
| КАМАЗ              | Итого            | Итого            | 12   | 0    | 1     | 0     | 13    | 0     |
| → КАМАЗ            | Первая лига      | 2022/23          | 27   | 3    | 3     | 0     | 30    | 3     |
| → КАМАЗ            | Итого            | Итого            | 27   | 3    | 3     | 0     | 30    | 3     |
| КАМАЗ              | Первая лига      | 2023/24          | 31   | 2    | 1     | 1     | 32    | 3     |
| КАМАЗ              | Итого            | Итого            | 31   | 2    | 1     | 1     | 32    | 3     |
| Динамо (Махачкала) | РПЛ              | 2024/25          | 28   | 0    | 6     | 0     | 34    | 0     |
| Динамо (Махачкала) | РПЛ              | 2025/26          | 5    | 0    | 2     | 0     | 7     | 0     |
| Динамо (Махачкала) | Итого            | Итого            | 33   | 0    | 8     | 0     | 41    | 0     |
| Всего за карьеру   | Всего за карьеру | Всего за карьеру | 140  | 10   | 15    | 1     | 155   | 11    |

### Матчи за сборную
| Матчи Пальцева за сборную России | Матчи Пальцева за сборную России | Матчи Пальцева за сборную России | Матчи Пальцева за сборную России | Матчи Пальцева за сборную России | Матчи Пальцева за сборную России |
| №                                | Дата                             | Оппонент                         | Счёт                             | Голы                             | Соревнование                     |
| -------------------------------- | -------------------------------- | -------------------------------- | -------------------------------- | -------------------------------- | -------------------------------- |
| 1                                | 5 сентября 2024                  | Вьетнам                          | 0:3                              | —                                | Товарищеский матч                |
| 2                                | 15 ноября 2024                   | Бруней                           | 11:0                             | —                                | Товарищеский матч                |

Итого: 2 матча / 0 голов; 2 победы, 0 ничьих, 0 поражений.